# テレコムエンジニアリングセンター
一般財団法人テレコムエンジニアリングセンターは、元総務省管轄の非営利団体である。略称は英称のTelecom Engineering Centerを略したTELEC（テレック）。かつては、｢日本唯一の指定証明機関｣であった。

## 概要
業務
技術基準適合証明
- 電波法に基づく登録証明機関として、技術基準適合証明および工事設計の認証の実施。

技術基準適合認定
- 電気通信事業法に基づく登録認定機関として、技術基準適合認定および設計認証の実施。

測定器の較正
- 電波法に基づく指定較正機関として、登録検査等事業者等が使用する測定器の較正の実施。
- 指定較正機関として以外の測定器の較正の実施。

外国向け携帯電話試験
- EU向け第3世代携帯電話(W-CDMA)を対象に、GCF規格の試験及びCEマーク取得のための試験

性能証明
- 微弱電波機器等の性能証明
- PHS、デジタルコードレス電話の接続性確認
- その他の無線通信技術に関する試験実施、設備提供

## 沿革
- 1978年（昭和53年）　
  - 財団法人無線設備検査検定協会（略称MKK）として設立。
  - 無線機器の型式検定試験業務及び性能証明業務を開始。
- 1981年（昭和56年）　技術基準適合証明業務を開始。
- 1986年（昭和61年）　書類審査による技術基準適合証明業務を開始。
- 1987年（昭和62年）　無線設備の定期検査及び認定点検を開始。
- 1989年（平成元年）　微弱電波機器の性能証明業務を開始。
- 1993年（平成5年） 　接続性確認業務を開始。
- 1995年（平成7年） 　デジタルコードレス電話等の性能証明業務を開始。
- 1998年（平成10年）　
  - 指定較正機関としての較正業務を開始。
  - 無線設備の定期検査及び認定点検を終了。
  - 名称を「無線設備検査検定協会」から「テレコムエンジニアリングセンター」に変更。
- 1999年（平成11年） 
  - 技術基準適合証明の工事設計認証業務を開始。
  - 無線機器の型式検定試験業務を終了。
- 2001年（平成13年）
  - テレック総合研究所設立。
  - 技術基準適合証明番号（工事設計認証番号を含む。以下同じ。）において本センターを表す記号は先頭の01とされた。
- 2002年（平成14年） 
  - 携帯電話の技術基準適合証明業務において人体の比吸収率(SAR)試験を開始。
- 2003年（平成15年）　技術基準適合証明番号において本センターを表す記号は先頭の001とされた。
- 2004年（平成16年）　技術基準適合証明の指定証明機関から登録証明機関に移行。
- 2005年（平成17年）　国際試験業務を開始。
- 2006年（平成18年）　公益的調査研究（研究助成）業務及び適合性評価業務を開始。
- 2012年（平成24年）　一般財団法人に移行。
- 2014年（平成26年）　技術基準適合認定の業務を開始。技術基準適合認定番号（設計認証番号を含む。以下同じ。）において本センターを表す記号は末尾の019とされた。

## その他
- 技術基準適合認定番号で認定機関を表す記号の001は電気通信端末機器審査協会である。